# Antonówki
Antonówki (dawn. Antoniówka) – część miasta Tuszyn w Polsce położonego w województwie łódzkim, w powiecie łódzkim wschodnim, osiedle na obszarze miasta, do 1954 wieś.

## Historia
Dawniej samodzielna miejscowość. Od 1867 w gminie Gospodarz. W okresie międzywojennym należała do powiatu łódzkiego w woj. łódzkim. 1 września 1933 utworzono gromadę Rydzynki w granicach gminy Gospodarz, składającej się ze wsi Rydzynki i Antoniówka, osad młyńskich Pyć, Kunka i Gallas oraz lasów państwowych Molenda. Podczas II wojny światowej włączono do III Rzeszy.
Po wojnie Antoniówka powróciła do powiatu łódzkiego woj. łódzkim, gdzie nadal stanowiła część gromady Rydzynki, jednej z jej 12 gromad gminy Gospodarz. 21 września 1953 gminę Gospodarz przemianowano na Rzgów. W związku z reorganizacją administracji wiejskiej jesienią 1954, Antoniówkę włączono do Tuszyna.